# Anne-Marie Hurst

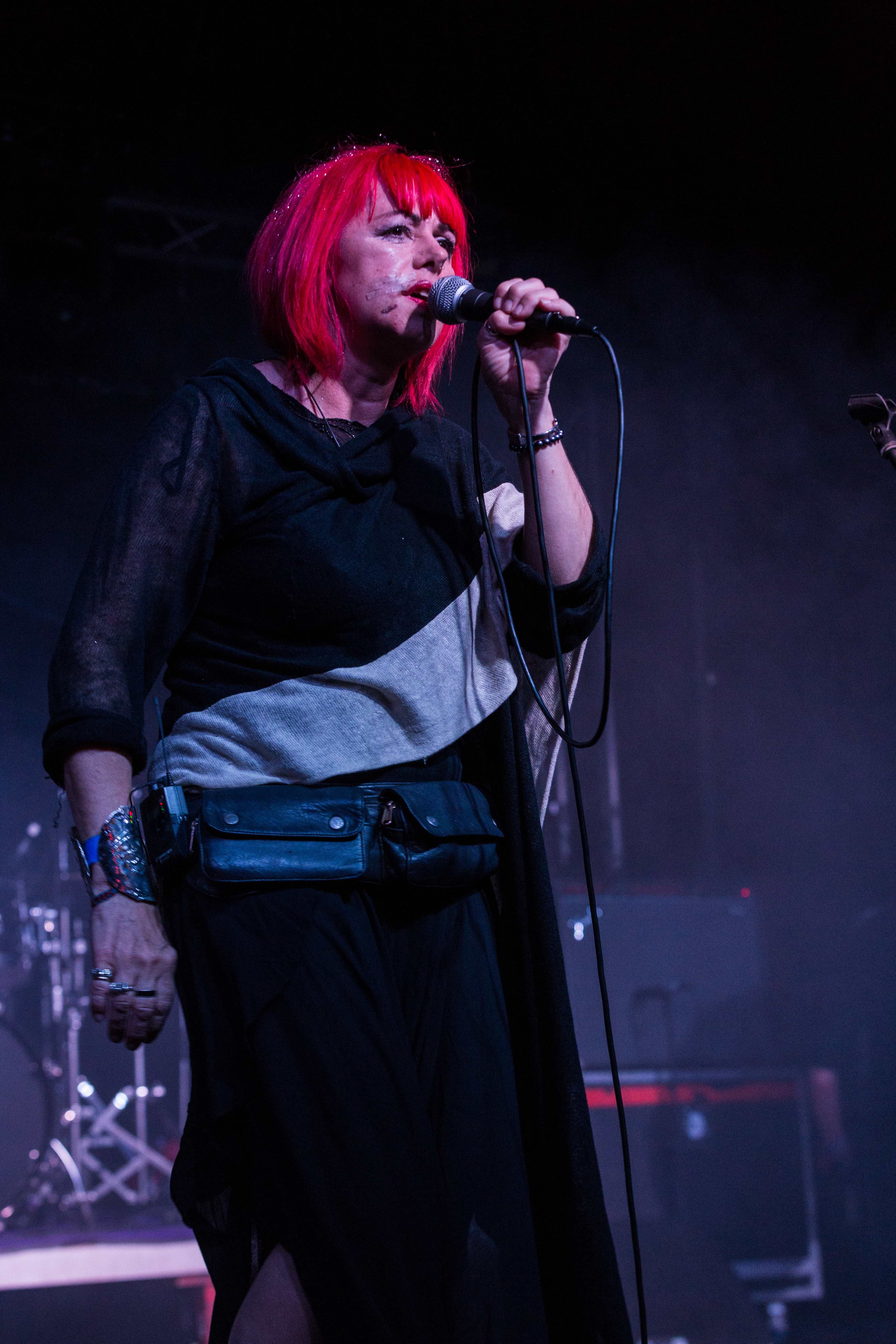
Anne-Marie Hurst (2017)

Anne-Marie Hurst (* um 1965) ist eine englische Musikerin. Sie war die Sängerin der englischen Bands The Elements, Skeletal Family und Ghost Dance.
Anne Marie-Hurst war bis 1982 Sängerin der Band The Elements, ehe sie 17-jährig mithalf, Skeletal Family zu gründen. Mit Skeletal Family veröffentlichte sie zwei LPs und ein Compilation-Album.
Diese Band verließ sie 1985 aufgrund „persönlicher und musikalischer Differenzen“ und gründete zusammen mit Gary Marx (Gründungsmitglied von The Sisters of Mercy) die Band Ghost Dance.
Ghost Dance veröffentlichten einige EPs, eine Compilation-LP, sowie ein Studio-Album und lösten sich kurz nach Verlust ihres Plattenvertrages 1990 auf.
2002 wollte Anne-Marie Hurst bei einigen Reunion-Konzerten der Skeletal Family mitwirken, sagte ihre Teilnahme aber kurzfristig aus familiären Gründen ab.
Im Juli 2009 kündigte sie ihr Comeback über ihre MySpace-Seite an. Seit Herbst 2009 gibt sie wieder Konzerte unter Mitwirkung des Skeletal Family-Gitarristen Stan Greenwood, bei denen auch Stücke ihrer ehemaligen Bands gespielt wurden. Auf ihrer offiziellen Homepage wird für 2011 ein neues Album angekündigt, einzelne neue Stücke wurden bei Konzerten bereits gespielt.